# Proctoporus carabaya
Espèce
Proctoporus carabaya est une espèce de sauriens de la famille des Gymnophthalmidae.

## Répartition
Cette espèce est endémique de la région de Cuzco au Pérou. Elle se rencontre vers 3 500 m d'altitude dans la cordillère de Carabaya.

## Étymologie
Son nom d'espèce lui a été donné en référence au lieu de sa découverte, la cordillère de Carabaya.

## Publication originale
- Goicoechea, Padial, Chaparro, Castroviejo-Fisher & De la Riva, 2013 : A Taxonomic Revision of Proctoporus bolivianus Werner (Squamata: Gymnophthalmidae) With the Description of Three New Species and Resurrection of Proctoporus lacertus Stejneger. American Museum Novitates, no 3786, p. 1-32 (texte intégral).